# Carsten Werner

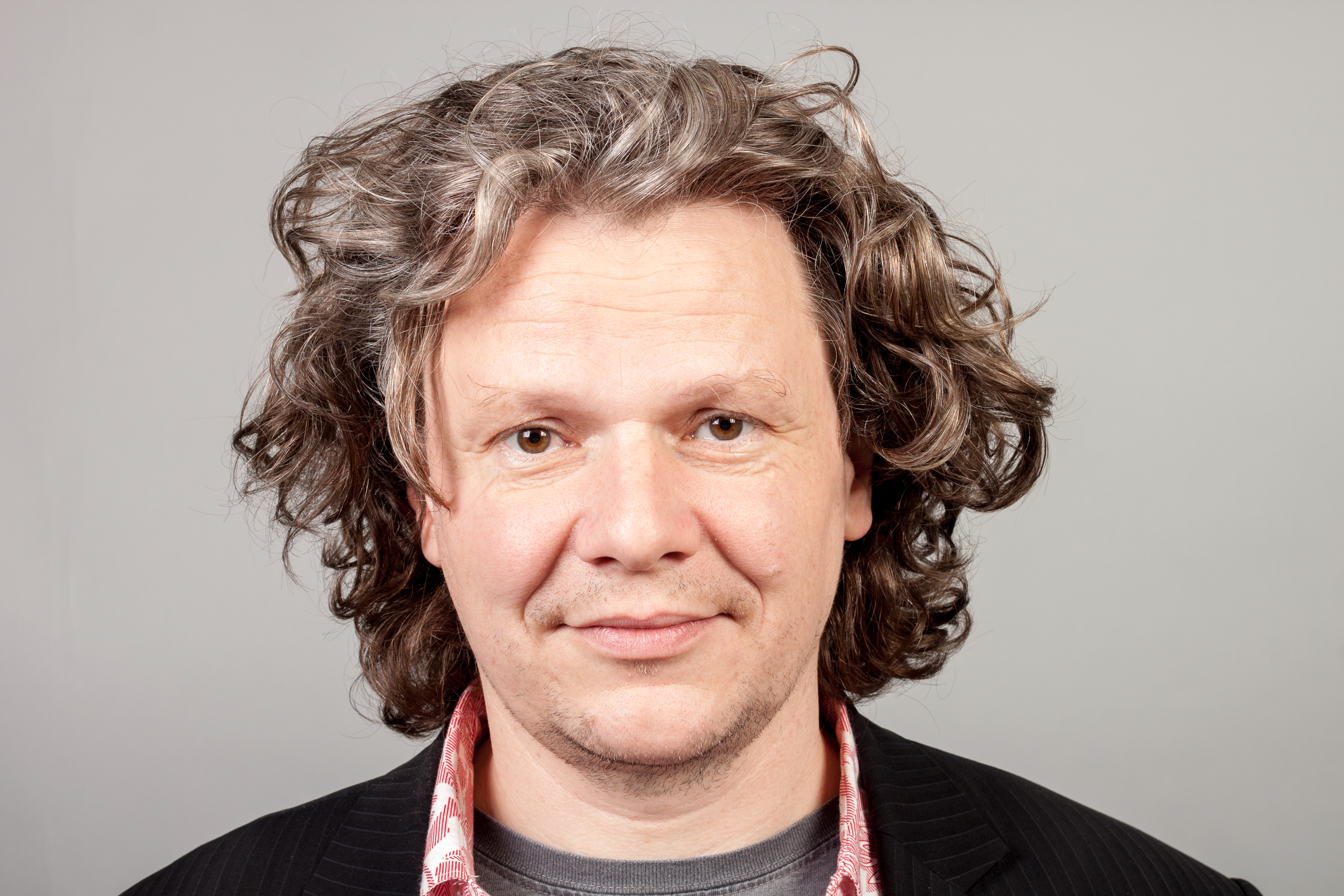
Carsten Werner 2014

Carsten Werner (* 5. April 1967 in Bremen) ist ein deutscher Journalist, Regisseur und Projektentwickler. 
Er war 2011–2015 Mitglied der Bremischen Bürgerschaft (Bündnis 90/Die Grünen).

## Biografie

### Ausbildung und Beruf
Werner arbeitet als Pressesprecher, freier Redakteur, Regisseur und Veranstalter. 
Er legte sein Abitur am Gymnasium Lilienthal ab. Er war danach im Zivildienst beim Sozialen Hilfsdienst der Arbeiterwohlfahrt in Bremen tätig. Von 1987 bis 1991 arbeitete er beim Theater Bremen als Regieassistent und Theaterpädagoge und zugleich als Praktikant und freier Autor in der Gründungsredaktion der taz Bremen. 
Zwischen 1992 und 2003 war er Gründer und Leiter des Junges Theater Bremen. Er arbeitete dort vor allem als Regisseur eigener Inszenierungen sowie als Programmmacher und Veranstalter. Parallel war er als freiberuflicher Künstlermanager für Musiker und Autoren tätig (u. a. Tim Fischer, Cora Frost und The Tiger Lillies). Außerdem engagierte er sich in der kulturpolitischen Initiative Anstoß Bremen.
2002 gründete er die Schwankhalle Bremen, die er bis 2010 in verschiedenen Positionen auch als Geschäftsführer leitete.
In der Schwankhalle Bremen war Werner weiter als Regisseur tätig. Als Formatentwickler erarbeitete er dort u. a. das Projekt FreiRäumeN zur Verknüpfung von Stadt- und Quartiersentwicklung mit Kunst und Kultur, das Kultur-Medienprojekt Schwankungen und verschiedene Radio- und Live-Talk-Formate, für die er auch Teil des Redaktions- und Moderationsteams war. 
Von 2004 bis 2009 war er künstlerischer Leiter des Meerkabarett auf Sylt. 
Von 2007 bis 2011 war er gemeinsam mit Susanne von Essen künstlerischer Leiter des Bremer Weser-Festivals Breminale.
Von 2010 bis 2014 verantwortete Werner das Zwischennutzungs- und Existenzgründungs-Projekt Ladenkette, aus dem u. a. das Café Radieschen sowie verschiedene soziale und künstlerische Kioske hervorgingen. Außerdem konzipierte und moderierte er für die Schwankhalle Bremen, den kunst:raum sylt-quelle in Rantum und weitere Veranstalter diverse Talks, Podcasts und Veranstaltungsreihen z. B. über Transformations-Themen, zur kulturellen Stadtentwicklung und Kulturpolitik, zur Kultur der Arbeit, zu Migration und Heimat, Angst und Glauben sowie literarische Veranstaltungen. 
2014 inszenierte er als Regisseur zuletzt das Stück „RAUSCH von August Strindberg und Falk Richter“ in der Schwankhalle.
Von 2002 bis 2011 und wieder seit 2015 arbeitet er freiberuflich beim Berliner Tagesspiegel im Newsroom der Politikredaktion und der Lokalredaktion als freier Redakteur und Blattmacher. Außerdem arbeitet er als freier Autor und Redakteur, Moderator, Veranstalter und Kurator.
Von 2019 bis 2023 war Werner Ressort- und Teamleiter im Newsroom des Berliner Tagesspiegels für die redaktionelle Zeitungsproduktion für die Print-Ausgabe und das E-Paper.
Seit Anfang 2024 ist er Pressesprecher und Referent für Öffentlichkeitsarbeit der Fraktion von Bündnis 90/Die Grünen in der Bremischen Bürgerschaft.

### Politik
Werner ist seit 2005 Mitglied von Bündnis 90/Die Grünen.
In der 18. Wahlperiode war er als Nachrücker für ein Senatsmitglied von 2011 bis 2015 Mitglied der Bremischen Bürgerschaft (Bündnis 90/Die Grünen).
Er war Sprecher der Grünen-Fraktion für Bau und Stadtentwicklung sowie für Kultur- und Medienpolitik.

Er war Sprecher der Städtischen und Staatlichen Deputation für Kultur, Mitglied der Städtischen Deputation für Umwelt, Bau, Verkehr, Stadtentwicklung und Energie sowie im Ausschuss für Wissenschaft, Medien, Datenschutz und Informationsfreiheit. Als stellvertretendes Mitglied war er im Petitionsausschuss (Land) sowie im Ausschuss für Bürgerbeteiligung, bürgerschaftliches Engagement und Beiräte (Stadt) vertreten.

### Sonstige Ämter
Werner ist Stiftungsratsmitglied der Stiftung kunst:raum sylt-quelle und Mitglied in verschiedenen Bremer Kultur-Vereinen. 